# Niederfrohna
Niederfrohna är en kommun och ort i Landkreis Zwickau i förbundslandet Sachsen i Tyskland. Kommunen har cirka 2 200 invånare.
Kommunen ingår i förvaltningsområdet Limbach-Oberfrohna tillsammans med staden Limbach-Oberfrohna.